# 甘迪斯比奇 (新澤西州)
甘迪斯比奇（英語：Gandys Beach）是位於美國新澤西州坎伯蘭縣的普查規定居民點。

## 人口
根據2020年美國人口普查的數據，甘迪斯比奇的面積為0.25平方千米，皆為陸地。當地共有人口25人，而人口密度為每平方千米100人。